# Alexandra Indrieș
Alexandra Indrieș (pe numele său real Gloria Barna și, după căsătorie, Gloria Lillin) (n. 13 martie 1936, Oradea – d. 20 ianuarie 1993, Timișoara) a fost o prozatoare, poeticiană, eseistă și critic literar român. 

## Biografia[2]
În 1953 a absolvit Liceul teoretic la Arad  și a urmat apoi cursurile Școlii de Literatură „Mihai Eminescu” din București. 
A urmat studii literare la București, pe care a fost nevoită să le întrerupă după 1956, când a fost arestată și condamnată pentru opinii politice neconforme cu ideologia vremii și „agitație politică”. A stat închisă câteva luni dar a fost salvată de la o detenție mai îndelungată către Andrei Lillin.
S-a căsătorit cu scriitorul Andreas A. Lillin și s-a stabilit la Timișoara. 
Și-a încheiat studiile la Facultatea de Filologie a Universității din București unde a fost colegă cu Paul Goma și Sorin Titel. În 1979 și-a luat doctoratul în științe filologice, cu o teză referitoare la poezia lui Lucian Blaga. 
Prima apariție publicistică a avut-o în 1954, în “Viața Capitalei”. A continuat cu colaborări la Scrisul bănățean, la continuatoarea acestei reviste, “Orizont” și, sporadic, la “Limbă și literatură”. 
A debutat editorial în 1973, cu romanul psihologic "Saltul în gol", construit în spiritul unor modele celebre, ca William Faulkner sau André Gide. Tot în 1973 a colaborat la traducerea cărții de "Basme" a lui Clemens Brentano.
George Șerban, mai târziu deputat PNȚCD de Timiș, inițiatorul Proclamației de la Timișoara și al declarării zilei de 16 decembrie ca zi naționala de luptă împotriva totalitarismului, a fost inspirat în demersul său de colaboratoarea sa, Alexandra Indrieș. 
Începând cu 1990, Alexandra Indrieș s-a angajat în activitatea de gazetar politic.
A fost un „critic literar de orientare structuralistă, afirmată prin studii minuțioase despre Lucian Blaga (Corola de minuni a lumii, 1975; Sporind a lumii taină, 1981).”
După decesul scriitoarei, în 1993, organizația "Societatea Timișoara" a instituit „Premiul Alexandra Indrieș”, care se acordă pentru contribuția la dezvoltarea spiritului civic și promovarea principiilor democrației.

## Opera
Scrieri proprii
- Saltul în gol, roman, Editura Facla, Timișoara, 1973;
- Corola de minuni a lumii. Interpretare stilistică a sistemului poetic al lui Lucian Blaga, Editura Facla, Timișoara, 1975;
- Sporind a lumii taină. Verbul în poezia lui Lucian Blaga, Editura Minerva, București, 1981;
- Două-trei minute, roman, Editura Cartea Românească, București, 1984;
- Alternative bacoviene, eseuri critice, Editura Minerva, București, 1984;
- Polifonia persoanei, eseuri critice, Editura Facla, Timișoara, 1986;
- Cutia de chibrituri, Editura Cartea Românească, București, 1987;
- Un sertar întredeschis, roman, Editura de Vest, Timișoara, 1994;

Traduceri
- Basme de Clemens Brentano, în colaborare, Editura Junimea, Iași, 1973.